# نمل محارب أصفر رمادي
{{صندوق معلومات كائن
| الاسم =  نمل محارب أصفر رمادي
| حالة الحفظ =  لا
| الصورة = 
| عرض الصورة = 
| التعليق = 
| النطاق =  حقيقيات النوى
| المملكة =  حيوانات
| subregnum =  ثنائيات التناظر
|-
|(غير مصنف)|جميع المفصليات
| الشعبة =  مفصليات الأرجل
| الشعيبة =  فقيميات
| unranked_infraphylum =  جميع القشريات
| unranked_superclassis =  سداسيات الأرجل
| الطائفة =  حشرات
| unranked_subclassis =  ثنائيات اللقمة
| unranked_infraclassis =  جناحيات
| unranked_superordo = غشائيات الأجنحة وأشباهها
| الرتبة =  غشائيات الأجنحة
|-
|(غير مصنف)|غشائيات الأجنحة الجديدة
|-
|(غير مصنف)|غشائيات الأجنحة الحقيقية
| الرتيبة =  ذوات الخصر
|-
|(غير مصنف)|ذوات الحمة
| unranked_superfamilia = زنبوريات وأشباهها
| الفصيلة =  نمل
| الأسرة =  نملاوات محاربة
| القبيلة =  نملاوية محاربة
| الجنس =  نمل محارب
| النوع =  نمل محارب أصفر رمادي
| الاسم العلمي =  Dorylus helvolus
| واضع الاسم =  [[C. Linnaeus]]
| عام وضع الاسم =  1764
| ماهية التقسيم = 
| التقسيم = 
| خريطة الانتشار = 
| عرض خريطة الانتشار = 
| تعليق خريطة الانتشار = 
}}
نمل محارب أصفر رمادي (الاسم العلمي:Dorylus helvolus) هو نوع من النمل يتبع جنس النمل المحارب من أسرة النملاوات المحاربة.